# Tiphys oliveri
Tiphys oliveri är en kvalsterart som beskrevs av Herbert Habeeb 1957. Tiphys oliveri ingår i släktet Tiphys och familjen Pionidae. Inga underarter finns listade i Catalogue of Life.